# Kathrin Stirnemann
Kathrin Stirnemann, née le 22 octobre 1989 à Gränichen, est une coureuse cycliste suisse. Spécialisée en VTT, elle est notamment championne du monde de cross-country eliminator en 2014 et 2017. En 2014, 2015 et 2017, elle a également remporté le championnat d'Europe de la discipline.

## Biographie
Kathrin Stirnemann est issue d'une famille de cycliste. Son frère Matthias est également un coureur de VTT. Son père Beat Stirnemann est l'entraîneur national de VTT suisse jusqu'aux Jeux olympiques de 2012 à Londres. 
En 2007, elle est championne d'Europe et championne de Suisse de cross-country juniors (moins de 19 ans). Trois ans plus tard, elle est médaillée d'argent du championnat d'Europe espoirs (moins de 23 ans). À partir de 2014, elle se spécialise en cross-country eliminator, une nouvelle discipline où elle devient l'une des meilleures spécialistes grâce à sa puissance. Elle est ainsi double championne du monde, triple championne d’Europe et lauréate du général de la Coupe du monde en 2014. Parallèlement, elle obtient la médaille d'argent du cross-country aux Jeux européens de Bakou.
En 2020, elle rejoint sur route l'équipe Bigla-Katusha, renommée Paule Ka, mais la formation s'arrête en raison de problèmes financiers. Elle obtient néanmoins ses premiers résultats sur route, en décrochant l'argent au championnat d'Europe du relais mixte contre-la-montre et la troisième place du championnat de Suisse du contre-la-montre. En octobre de la même année, elle met fin à sa carrière sportive à 31 ans après avoir disputé sa dernière course aux championnats d'Europe de VTT à domicile. Elle se reconvertit en tant qu’entraîneuse comme son père. 

## Palmarès en VTT

### Championnats du monde
- Canberra 2009
  - 4e du cross-country espoirs
- Mont Sainte-Anne 2010
  - 8e du cross-country espoirs
- Lillehammer 2014
  -  Championne du monde de cross-country eliminator
  - 39e du cross-country
- Vallnord 2015
  -  Médaillée de bronze du cross-country eliminator
- Nové Město 2016
  -  Médaillée d'argent du cross-country eliminator
- Chengdu 2017
  -  Championne du monde de cross-country eliminator
- Leogang 2020
  -  Médaillée d'argent du cross-country à assistance électrique

### Coupe du monde
- Coupe du monde de cross-country eliminator
  - 2013 : 2e du classement général, vainqueur d'une manche
  - 2014 : 1re du classement général, vainqueur de deux manches

- Coupe du monde de cross-country à assistance électrique
  - 2021 : 5e du classement général
  - 2022 : 9e du classement général
  - 2023 : 10e du classement général

### Championnats d'Europe
- Cappadoce 2007
  -  Championnats d'Europe de cross-country juniors
- Haïfa 2010
  -  Médaillée d'argent du cross-country espoirs
- Moscou 2012
  -  Médaillée d'argent du relais mixte
- Berne 2013
  -  Médaillée d'argent du cross-country eliminator
- Saint-Wendel 2014
  -  Championne d'Europe de cross-country eliminator
- Chies d'Alpago 2015
  -  Championne d'Europe de cross-country eliminator
- Darfo Boario Terme 2017 
  -  Championne d'Europe de cross-country eliminator

### Jeux européens
- Bakou 2015
  -  Médaillée d'argent du cross-country

### Championnats nationaux
- Championne de Suisse de cross-country en 2015
- Championne de Suisse de cross-country eliminator en 2014

## Palmarès sur route
- 2020
  -  Médaillée d'argent du championnat d'Europe du relais mixte contre-la-montre
  - 3e du championnat de Suisse du contre-la-montre